# Diocèse d'Istmina-Tadó
Le diocèse d'Istmina-Tadó (en latin : Dioecesis Istminana-Taduana ; en espagnol : Diócesis de Istmina-Tadó) est un diocèse de l'Église catholique en Colombie, suffragant de l'archidiocèse de Santa Fe de Antioquia.

## Territoire

Il comprend 18 municipalités du département de Chocó : Alto Baudó, Bahía Solano, Bajo Baudó, Cértegui, Condoto, El Cantón de San Pablo, Litoral del San Juan, Istmina, Juradó, Medio Baudó, Medio San Juan, Nóvita, Nuquí, Río Iró, San José del Palmar, Sipí, Tadó et Unión Panamericana.
Il possède un territoire d'une superficie de 22 240 km2 divisé en 63 paroisses. Le siège épiscopal est dans la ville d'Istmina où se trouve la cathédrale Saint-Paul. La cocathédrale Saint-Joseph est à Tadó.

## Historique
Le vicariat apostolique d'Istmina est érigé le 14 novembre 1952 par la constitution apostolique Cum Usu Quotidiano du pape Pie XII en prenant une partie du territoirede la préfecture apostolique de Chocó. La mission est confiée à l'institut des missions étrangères de Yarumal.
Il est élevé au rang de diocèse sous son nom actuel le 30 avril 1990 par la constitution apostolique Quamvis nonnullis du pape Jean-Paul II et nommé suffragant de l'archidiocèse de Santa Fe de Antioquia.

## Évêques
- Gustavo Posada Peláez, M.X.Y (24 mars 1953 - 5 mai 1993)
- Alonso Llano Ruiz (5 mai 1993 - 5 juin 2010)
- Julio Hernando García Peláez (5 juin 2010 - 15 juin 2017), nommé évêque de Garagoa
- Mario de Jesús Álvarez Gómez depuis le 3 février 2018